# Udstillingen
|  | Denne artikel er oprettet af botten PalnaBot ud fra en ekstern database. Den kan derfor have sproglige fejl eller mangler. Denne skabelon kan fjernes efter kontrol af indholdet. |

Udstillingen er en dokumentarfilm instrueret af Ferruh Yilmaz efter manuskript af Ferruh Yilmaz, de Silva, Bjarki Thomsen.

## Handling
Kaospiloten Sally Jensen beslutter sig for at arrangere en udstilling mod massakren i Rwanda.